# Чіапас – Гвадалахара (трубопровід для ЗНГ)
Трубопровід для ЗНГ Чіапас — Гвадалахара — система доставки зрідженого нафтового газу (ЗНГ) від родовищ на півдні Мексики та нафтопереробних заводів до основних центрів споживання в південній та центральній частині країни.
Починаючи з 1970-х на півдні Мексики сформувався потужний нафтопромисловий район, який зокрема виробляє значну кількість ЗНГ. Для забезпечення зв'язку між виробниками, споживачами та експортно-імпортними терміналами створено ряд трубопроводів, найбільшим серед яких є лінія з південного штату Чіапас до Гвадалахара (штат Халіско, центральна частина західного узбережжя) довжиною понад 1200 км.
Оскільки підключені до системи постачальники ресурсу виробляють різний за складом продукт (відрізняється вмістом пропану, бутану, олефінів, вуглеводнів С5+), в процесі управління трубопроводом особливу увагу приділяють підтриманню в ньому оптимального складу суміші з урахуванням потреб основних споживачів. Зокрема, ключовим є контроль за вмістом пропану в суміші, яка надходить до столичного району Мехіко. Для цього регіону оптимальним визнано вміст пропану в ЗНГ в межах 60–70 %.  
Основними виробниками ЗНГ в Мексиці є газопереробні заводи, не менше чотирьох з яких підключено до системи Чіапас — Гвадалахара. На початковому етапі продукт з ГПЗ Cactus та Nuevo Pemex (штати Чіапас і Табаско), який вирізняється доволі стабільним складом — 60 %  пропану, 40 % бутану, менш ніж 1 % інших вуглеводнів — прямує в штат Веракрус, де до системи додається продукція ГПЗ Cangrejera і Morelos. Останні в процесі переробки газу отримують окремі фракції. Пропан та частина бутану додаються в трубопровід, при цьому кількість останнього варіює в широких межах, від 3 до 40 %. Інша ж частина бутану спрямовується до НПЗ  Minatitlán, де з нього виділяють ізобутан, потрібний для місцевого хімічного виробництва. n-бутан що залишився змішується з іншими газами нафтопереробного виробництва та надходить все в той же трубопровід Чіапас — Гвадалахара в складі багатої на бутан суміші.
Після приєднання потоку з НПЗ Minatitlán та до НПЗ в м. Саламанка (штат Гуанахуато) на північ від Мехіко більше до трубопроводу не вводять нових продуктів, зберігаючи оптимальну для столичного регіону пропорцію суміші. В районі Мехіко від системи живляться численні термінали по розподілу ЗНГ. Також тут частина суміші подається до терміналу Тулу, де змішується з ЗНГ, доставленим по трубопроводу з ГПЗ Poza Rica (північ штату Веракурс).
Діаметр трубопровода Чіапас — Гвадалахара змінюється по мірі просування від вихідних ГПЗ до кінцевих споживачів — 400 мм (ділянка ГПЗ Nuevo PEMEX — ГПЗ Cactus), 600 мм, 500 мм і на завершальному етапі 350 мм.